# 河北林吾
河北 林吾（かわきた りんご、1880年1月5日 - 1958年3月29日）は、明治期から昭和期の実業家、時計商。河北時計店社長。旧姓、牛島。

## 人物・経歴
九州福岡県八女郡出身。
東京に出て、立教大学商学部に入学。この頃、築地にあった立教大学の寄宿学生たちは、「天國は近づけり、汝等食ひあらためよ」と吟じつつ、夕方になると銀座をふらついては、木挽町にあった天丼屋の「天國」で天丼2杯ほどをペロリと平らげて群歩いていたが、林吾もそうした中の一人だった。また林吾は、学生当時、立教最初の英語劇を催した一人であった。
1911年（明治44年）、立教大学商学部を主席で卒業。立教大学第1回卒業生として、小島茂雄（立教大学元文学部長、立教中学校元校長、文学部卒）や、久保田正次（立教大学元教授、立教大学野球部元部長）と同級生。
大学卒業前に横浜で時計店（河北時計店）を経営している河北直蔵から当時の立教大学の総長に対し、直蔵の養女である斉藤美那の伴侶として誰か紹介して欲しい旨の依頼があり、そこで林吾が推薦され、直蔵の養子として河北家に迎えられることとなった。
大学を卒業した林吾は、美那と結婚し、横浜の河北時計店を受け継いだ。
当時の河北時計店は横浜では知らぬ者がいないほど有名で、横浜弁天通りに構えていた店には、ハマ名物として市民に親しまれた1894年（明治27年）年築造の大きな時計塔を有するなど、「銀座の服部、横濱の河北」と称されていた。
1923年（大正12年）の関東大震災により、時計店は土蔵まで落ちるなど大きな被害を受けたが、林吾は災害に屈せず時計店を復興し、店の経営に尽力した。
母校である立教大学の大の愛校家で、「私立を官立と併立させてゆくには豫科のうちに厳しくやって、半分位落第させても質を向上せしめにゃならぬ」と語り、当時の大学と学生らを鼓舞激励した。

## 家族・親族
- 養父:河北直蔵 - 河北時計店創業者[6]
- 妻:斉藤美那 - 河北直蔵の養女